# Пьер-Персе (коммуна)
Пьер-Персе́ (фр. Pierre-Percée) — коммуна во французском департаменте Мёрт и Мозель региона Лотарингия. Относится к кантону Бадонвиллер. Стоит на западном берегу одноимённого водохранилища.

## География

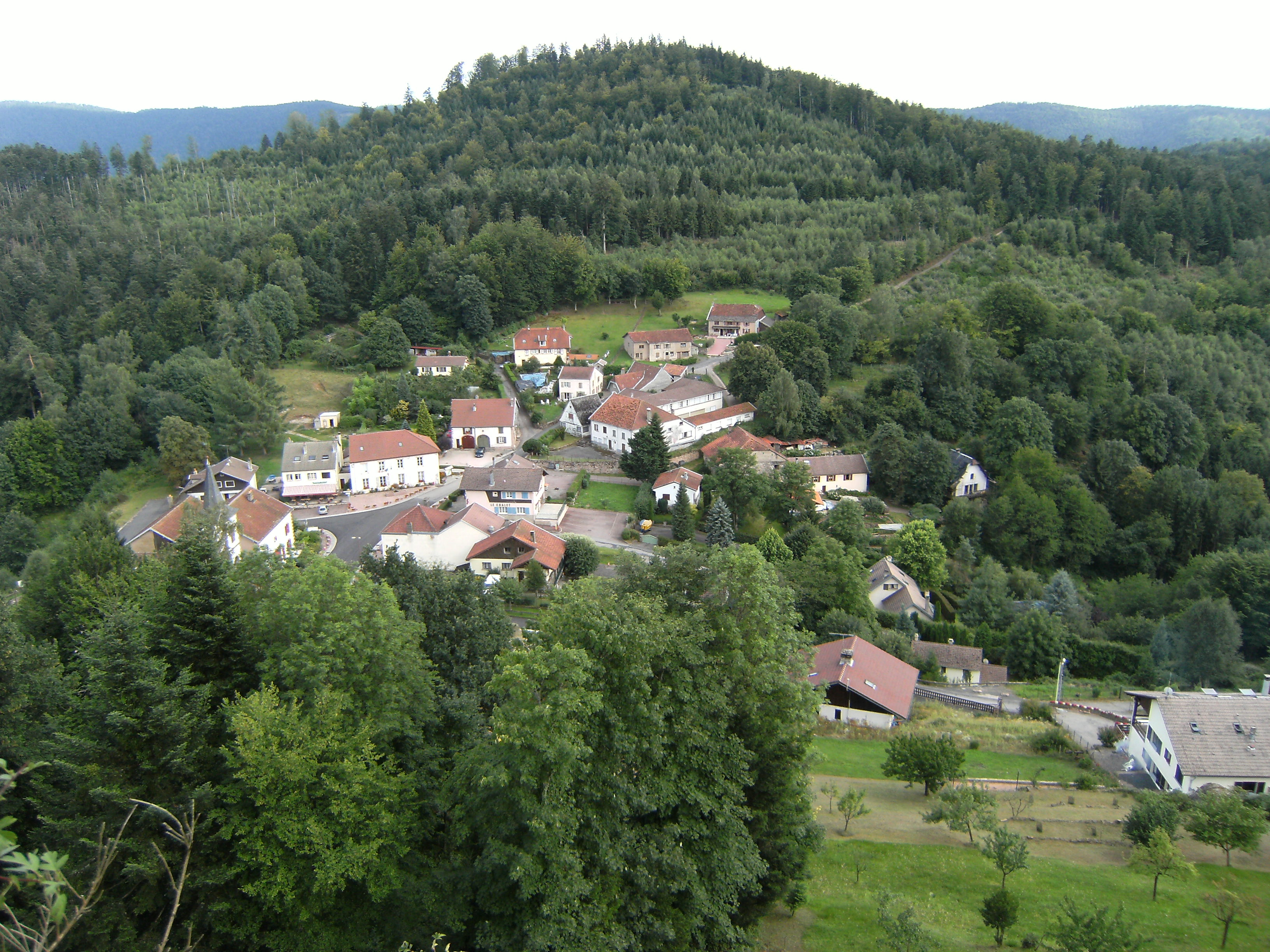
Вид на Пьер-Персе.

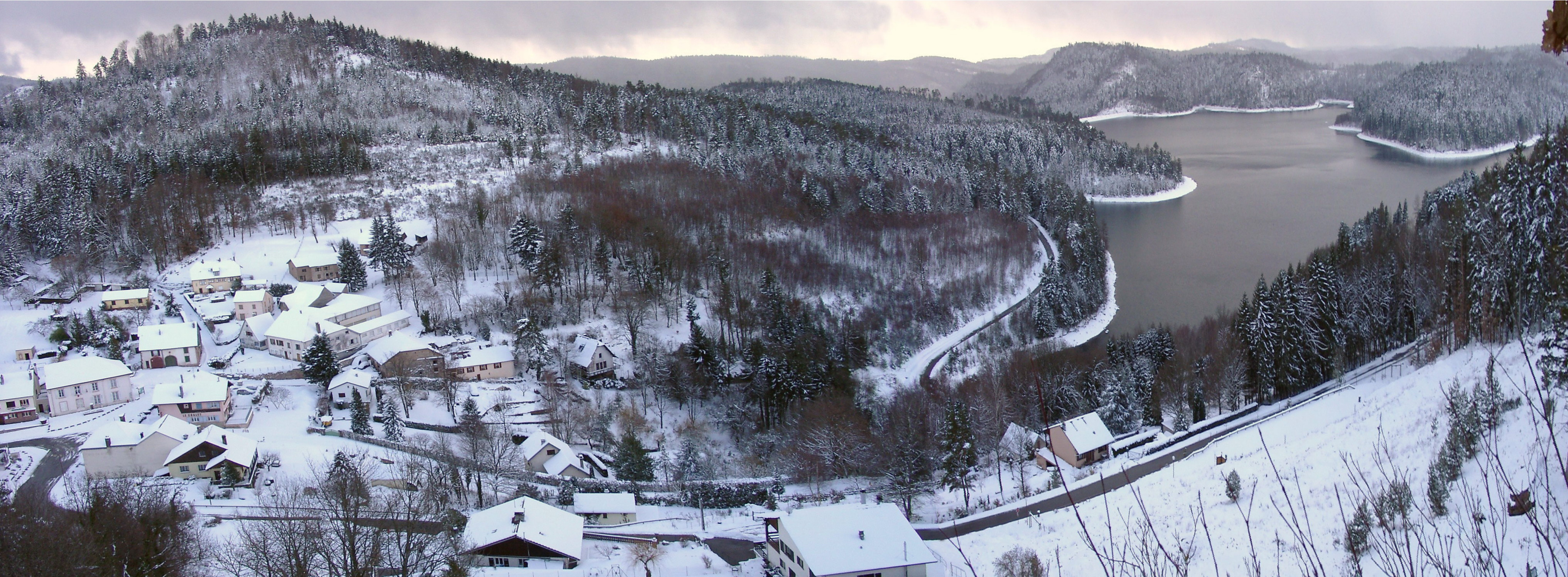
Зимняя панорама коммуны и водохранилища.

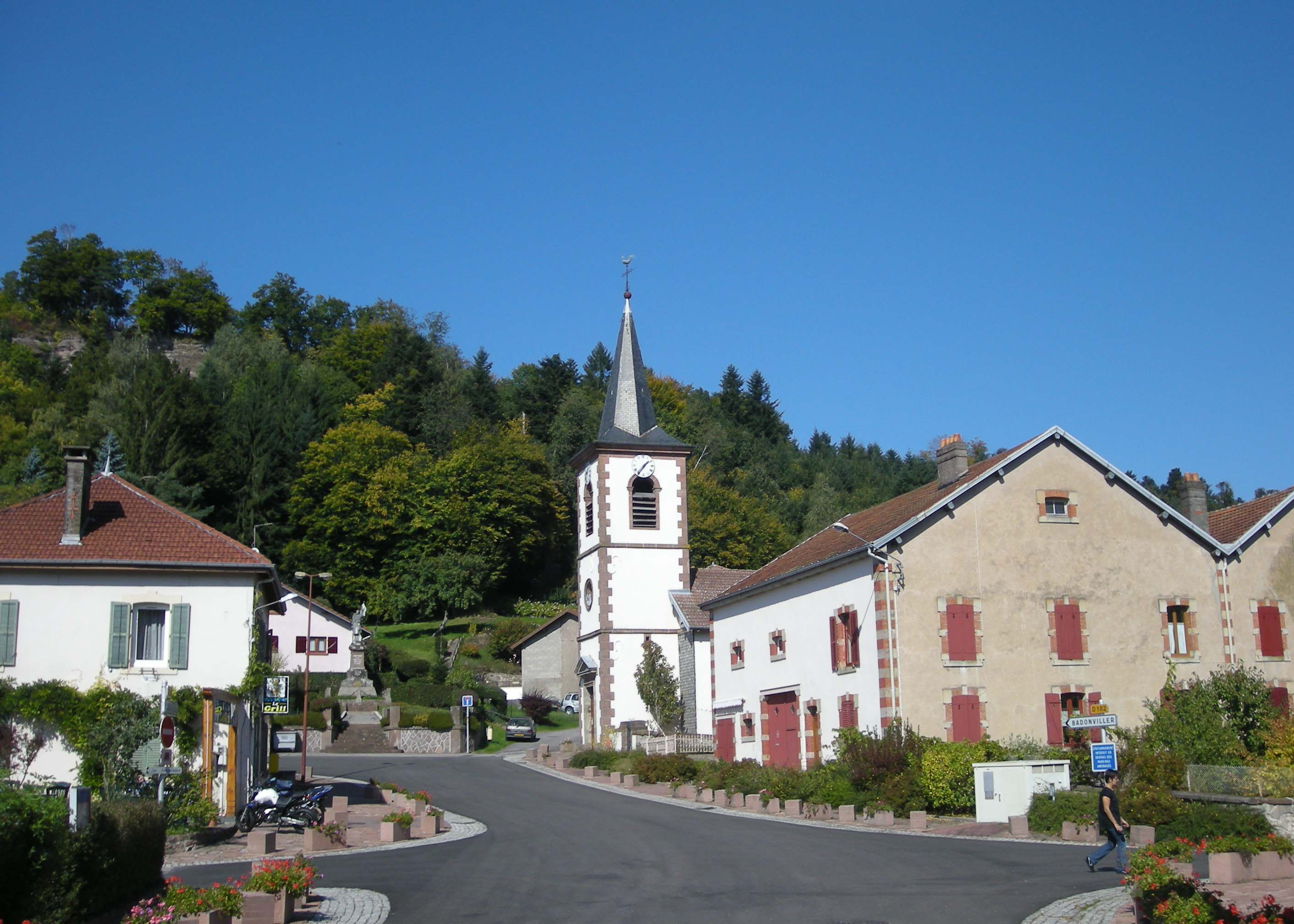
Центр Пьер-Персе и церковь.

Пьер-Персе расположен в 65 км к юго-востоку от Нанси. Соседние коммуны: Бадонвиллер на севере, Нёфмезон на западе, Феннвиллер и Пексонн на северо-западе.

## История

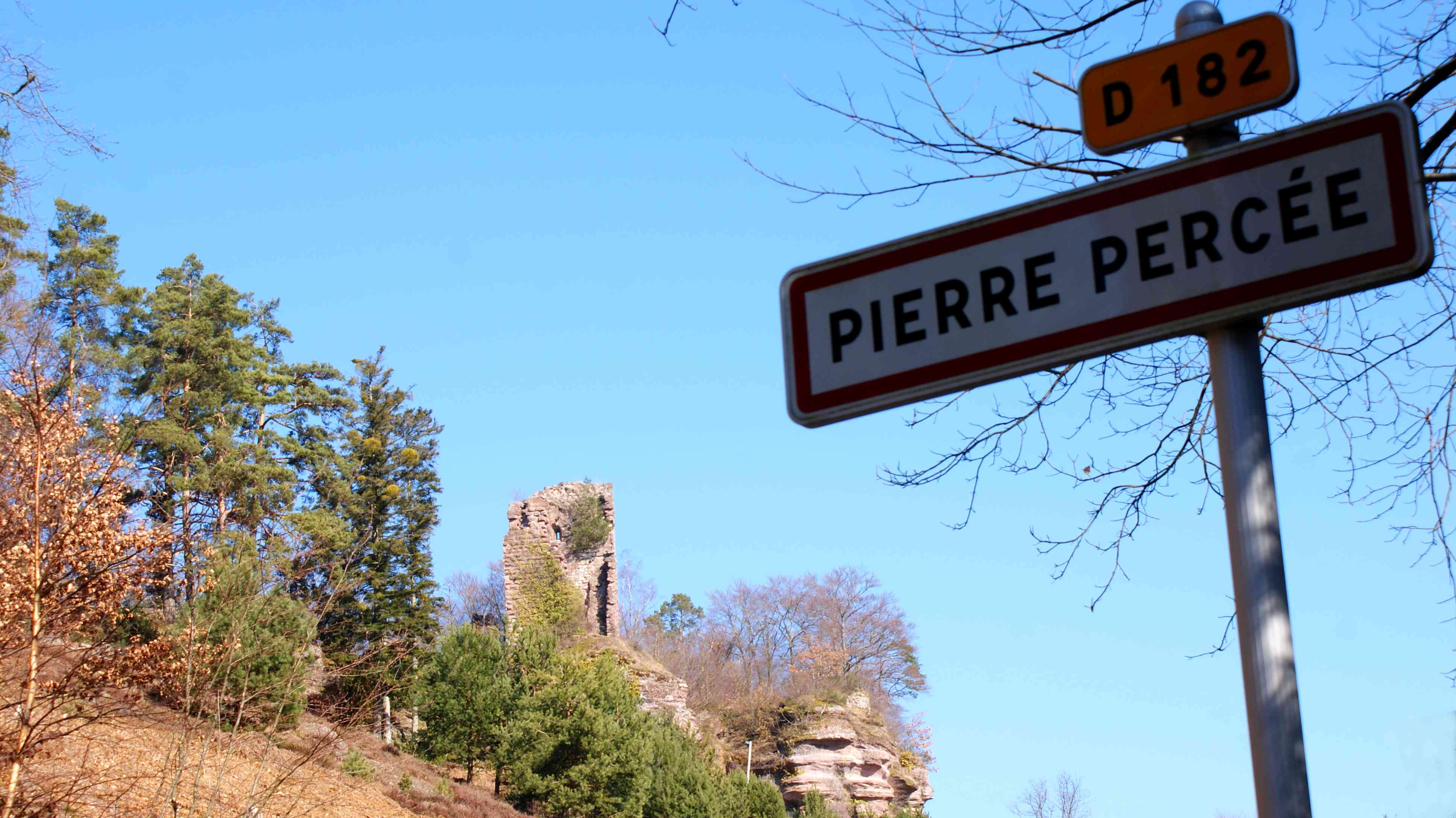
Развалины средневекового замка при въезде в Пьер-Персе.

Развалины средневекового замка Пьер-Персе, который дал имя образовавшейся по соседству деревне, до сих пор видны на северо-западной окраине коммуны.

## Демография
Население коммуны на 2010 год составляло 103 человека.
| 1962 | 1968 | 1975 | 1982 | 1990 | 1999 | 2010 |
| ---- | ---- | ---- | ---- | ---- | ---- | ---- |
| 116  | 76   | 94   | 80   | 80   | 95   | 103  |

## Достопримечательности
- Замок Пьер-Персе появился в XII веке и был резиденцией семьи Лангештейнов. Он был разрушен во время Тридцатилетной войны, после чего никогда не восстанавливался. Его руины, находящиеся на окраине коммуны, являются с 1981 года памятником истории.
- Озеро Пьер-Персе.
- Церковь XVIII века.
- Барельеф в память погибших в Первой мировой войне на краю кладбища. Сооружён испанским скульптором Антуаном Сарторио и с 1922 года входит в список исторических памятников.